# Años 130 a. C.
Los años 130 antes de Cristo comenzaron el 1 de enero del 139 a. C. y terminaron el 31 de diciembre del 130 a. C.

## Acontecimientos
- 135-132: en Sicilia se libra la primera guerra servil.
- Últimos años posibles para la composición del libro bíblico I Macabeos.
- 132 a. C. (3.º año de Yuanguang): en China durante la dinastía Han occidental (entre el 206 y el 9 a. C.), las represas más importantes en Puyang y Henan se rompieron y 16 ciudades se inundaron.